# Иоанн из Гото

Иоанн из Гото́ (яп.  ヨハネ五島; 1578, Гото, Япония — 5 февраля 1597, Нагасаки, Япония) — святой Римско-Католической Церкви, член монашеского ордена иезуитов, мученик.

## Биография
В возрасте 15 лет Иоанн пытался вступить в монашеский орден иезуитов, но из-за юного возраста не был принят иезуитами. Иоанн помогал католическим священникам в катехизации японцев и был помощником священника Педро де Моресон, проповедуя вместе с ним на японских островах. 10 декабря 1596 года Иоанн был принят в монашеский орден иезуитов вместе с Павлом Мики и Диего Кисай. Из-за преследований христиан Иоанн был вынужден покинуть свой дом в городе Осака и переселиться в Нагасаки, где он был арестован и казнён по приказу Тоётоми Хидэёси за исповедание христианства 5 февраля 1597 года.

## Прославление
Иоанн из Гото был канонизирован в 1862 году Римским папой Пием IX в группе 26 японских мучеников из Нагасаки.
День памяти в Католической Церкви — 6 февраля.

## Источник
- Catholic Encyclopedia, NY, 1913
- BOUIX, Histoire des 26 martyrs du Jaon crucifies a Nangasaqui , Paris, Lyons, 1682
- DEPLACE, Le Catholicisme au Japon; II, L’Ere des Martyres 1593—1660, Brussels, 1909